# Billy Howerdel
William L. Howerdel, detto Billy (West Milford, 18 maggio 1970), è un cantautore, polistrumentista e produttore discografico statunitense, fondatore del supergruppo alternative metal A Perfect Circle.

## Biografia

### Primi anni
Appassionatosi alla musica iniziando a suonare la chitarra elettrica a 17 anni ispirato da chitarristi come Randy Rhoads e Alex Lifeson, Howerdel decise di diventare musicista dopo aver assistito ad un concerto dei Pink Floyd al Giants Stadium di New York:
Howerdel iniziò la propria carriera ricoprendo il ruolo di tecnico del suono, tecnico delle luci e programmatore per diversi gruppi come Nine Inch Nails, The Smashing Pumpkins, Guns N' Roses e Fishbone. È in questo periodo, precisamente durante il Self Destruct Tour dei NIN, che Howerdel suonò per la prima volta su un palco, sostituendo durante un concerto un dolorante Trent Reznor.
Nel 1992, mentre si trovava in una tour in Francia con i Fishbone fece amicizia con Maynard James Keenan, frontman dei Tool. Successivamente, i due si rincontrarono mentre Howerdel si trovava a Los Angeles in cerca di un alloggio. Trasferitosi nella casa di North Hollywood di Keenan, Howerdel gli fece ascoltare diversi demo registrati su un quattro piste tra le tappe del tour, suscitando in lui un forte interesse per un eventuale progetto futuro. I due, una volta che i Tool finirono in pausa per via di una causa legale con la loro casa discografica, fondarono nel 1999 gli A Perfect Circle.

### A Perfect Circle
L'album d'esordio degli A Perfect Circle, Mer de Noms, si rivelò un successo di critica e pubblico e vide Howerdel nel ruolo di esecutore e compositore principale, oltre che produttore.
In occasione delle registrazioni del secondo disco, Thirteenth Step, Howerdel cominciò a scrivere vari inediti con l'intenzione di svilupparli in futuro come solista. Poco dopo la pubblicazione del terzo album nel 2004, Emotive, gli A Perfect Circle si presero una pausa e Howerdel decise di dedicarsi alla propria attività solista.

### Attività solista
Il primo lavoro solista di Howerdel viene pubblicato nel 2005 e si tratta della colonna sonora del videogioco Jak X, realizzata in collaborazione con Larry Hopkins.
Nel 2008 è la volta della fondazione del suo progetto solista Ashes Divide, che lo vede come cantautore oltre che strumentista principale, aiutato per le parti di batteria dal batterista degli A Perfect Circle Josh Freese. Il gruppo pubblica nell'aprile dello stesso anno il debutto Keep Telling Myself It's Alright. Anticipato dal discreto successo del singolo The Stone, il disco vede la partecipazione di diversi ospiti tra cui il figlio di Keenan, Devo, al violoncello.
Dopo un ritorno in scena nel 2010, gli A Perfect Circle ripresero a pieno i lavori di stesura di nuovi brani, immortalati successivamente nel quarto album in studio Eat the Elephant, pubblicato nel 2018.

#### What Normal Was
Nel febbraio 2022, dopo delle dichiarazioni di Keenan risalenti al novembre 2021, Howerdel annuncia l'imminente uscita del primo album come solista, separato dal progetto Ashes Divide. Il primo singolo del disco, Poison Flowers, è stato pubblicato il 4 marzo seguente. Il 26 aprile 2022 l'album è stato annunciato con il titolo What Normal Was; annuncio seguito il 12 maggio dal lancio del secondo estratto Free and Weightless. Howerdel ha poi pubblicato in anteprima a partire dal 20 maggio una traccia alla settimana sino al lancio del disco, avvenuto il 10 giugno 2022.
Howerdel ha successivamente intrapreso una tournée nordamericana nell'estate 2022 accompagnato in alcune tappe dai Puscifer, side-project di Keenan.

## Stile e influenze
Howerdel ha citato tra le sue influenze diversi album che hanno avuto un forte impatto sul suo stile compositivo: Kings of the Wild Frontier (Adam and the Ants) per il suo essere uno «strano ibrido di musica pirata e l'influenza indiana americana», Tinderbox (Siouxsie and the Banshees) per le sue «atmosfere dense», Diary of a Madman (Ozzy Osbourne) che rese Randy Rhoads come un punto di riferimento, Dirt (Alice in Chains) per la caratteristica accordatura e infine Pornography (The Cure), descritto dal chitarrista come «un disco dalle atmosfere inquietanti» e «uno tra gli album più spaventosi che abbia mai ascoltato».

## Vita privata
Marito e padre, Howerdel è sempre stato molto riservato riguardo alla sua vita privata. Oltre ad aver dichiarato di non aver mai fatto uso di droghe, pratica la meditazione trascendentale ed è un appassionato di cucina.

## Gruppo di supporto
A partire dalla tournée di What Normal Was, Howerdel è stato accompagnato nelle esibizioni dal vivo dalla seguente formazione:
- Danny Lohner – chitarra
- Greyson Nekrutman – batteria
- Eliot Lorango – basso
- Nylo Landis – tastiera, cori

## Discografia

### Da solista
Album in studio
- 2022 – What Normal Was

Colonne sonore
- 2020 – Jak X: Combat Racing Official Soundtrack

### Con gli A Perfect Circle
- 2000 – Mer de Noms
- 2003 – Thirteenth Step
- 2004 – Emotive
- 2018 – Eat the Elephant

### Con gli Ashes Divide
- 2008 – Keep Telling Myself It's Alright

### Collaborazioni
- 2022 – Puscifer – Bullet Train to Iowa (da Bullet Train to Iowa/The Underwhelming Re-Imagined) (remix)

## Tournée
- 2022 – What Normal Was Tour